# Izvor (gmina Svrljig)
Izvor (cyr. Извор) – wieś w Serbii, w okręgu niszawskim, w gminie Svrljig. W 2011 roku liczyła 439 mieszkańców.